# イエダ・マリア・バルガス
イエダ・マリア・バルガス（Iêda Maria Vargas、1944年12月31日 - ）は、ブラジルのモデル。1963年、ミス・ユニバース1963で優勝し、ブラジル代表として初のミス・ユニバースとなった。

## 経歴
リオグランデ・ド・スル州サプカイア・ド・スルに生まれる。ポルト・アレグレ生まれとする資料もある。3人の兄弟を持つ。少女時代は彼らとサッカーをして遊んだ。
1962年3月24日、Rainha das Piscinas do Rio Grande do Sul優勝（Ieda Maria Brutto Vargas名義）。ミスコンの初勝利である。
1963年5月、Miss Rio Grande do Sulとなり、ミス・ブラジル1963の参加資格を得る。1963年6月22日、ミス・ブラジル1963となり、ブラジルを代表してミス・ユニバースに参加する資格を得る。この後、第一次国際連合緊急軍の一部としてガザ地区に派遣される軍用船に数日間搭乗した。

### ミス・ユニバース

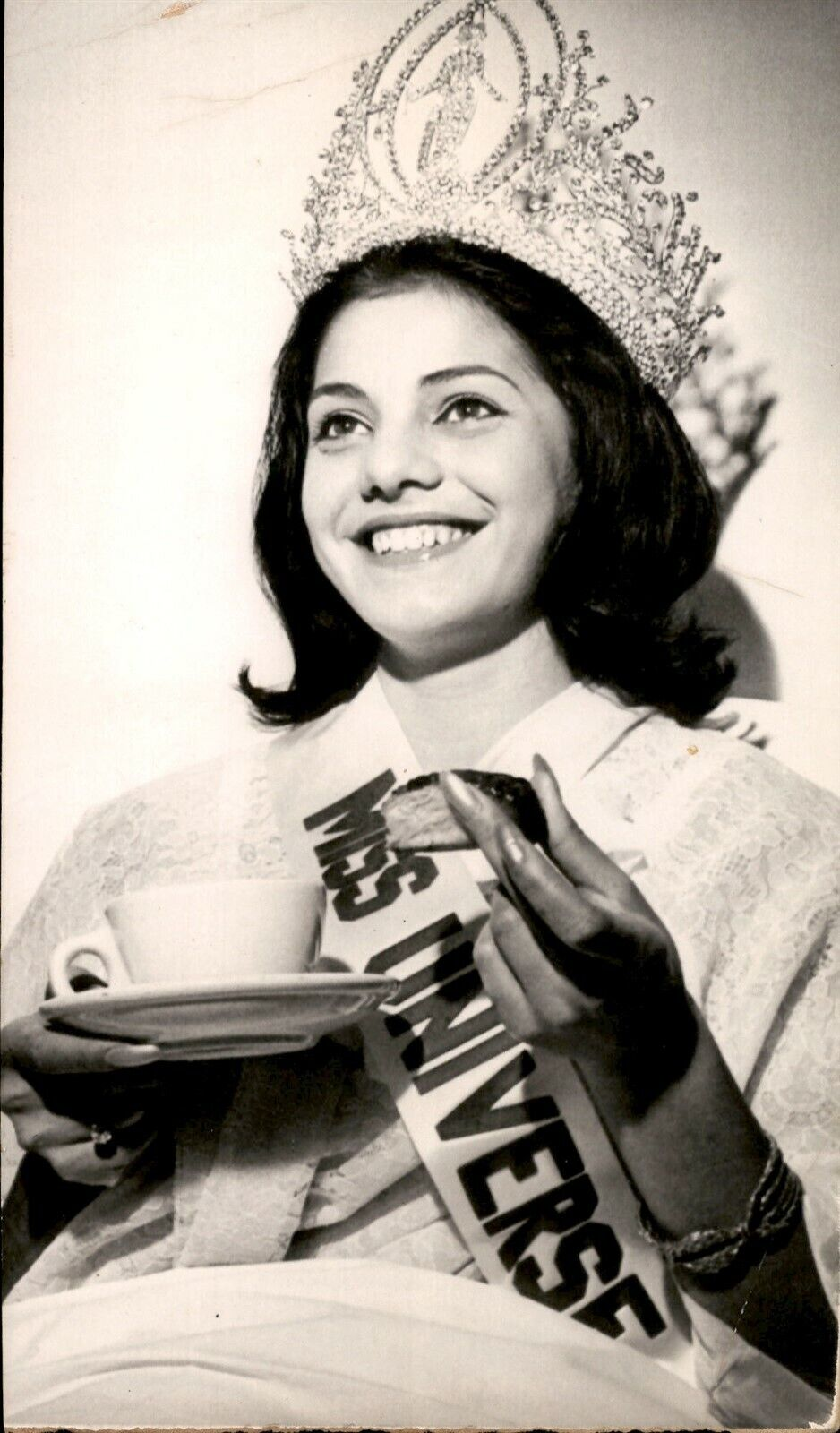
ミス・ユニバース1963

1963年7月20日、マイアミビーチで開催された世界大会で優勝。ミス・ユニバース1963となる。戴冠式のあと行われたダンスパーティーでは、マンボやサンバ、ルンバが流れる中、アメリカの俳優ダナ・アンドリュースと踊った。
ミスとしての任期の開始時に多少の困難があった。彼女がアメリカに1年間滞在できるように、彼女の父親と主催者の間で交渉が必要だった。結局、両親はイエダ・マリアと一緒にニューヨークに住むことを許可された。母親は正式にシャペロンと認められ、数回の外国旅行で彼女と同行した。任期の間に21か国、総移動距離40万キロに及ぶ外国旅行をする。
1963年8月7日、メリーランド州ランドーヴァー・ヒルズのCapital Plaza Mall開業記念式典に出席。
1964年2月にはニューヨークでパンティー、ガードルなど24ドル相当の品物を万引きした容疑で逮捕されるが、不起訴処分となる。弁護士は「言葉の障壁と誤解による」とコメント。

### その後
1968年、実業家José Carlos Athanázioと結婚。マイアミに移る。2子を儲ける。